# Habitatge a la carretera d'Agramunt, 25 (Cervera)
Habitatge a la carretera d'Agramunt, 25 és una obra de Cervera (Segarra) protegida com a Bé Cultural d'Interès Local.

## Descripció
Situat a la carretera L-303, dominada per la presència de magatzems de diferents especialitats. Edifici entre mitgeres, de planta rectangular amb tres nivells i coberta de dues aigües amb cerener perpendicular a la façana principal. La façana principal, de parament arrebossat, està definida per tres cossos horitzontals separats per motllures senzilles. La planta baixa està centrada per la porta d'accés a l'habitatge, flanquejada per dues portes més amples d'accés al magatzem. Al primer pis hi ha tres obertures, unides per una balconada de forja. L'espai sota teulada només té una finestra, disposada a l'eix central de la façana. L'edifici es caracteritza per la testera culminada en forma esglaonada.